# On This Perfect Day
On This Perfect Day – debiutancki album projektu muzycznego Guilt Machine holenderskiego multiinstrumentalisty Arjena Lucassena. Okładka albumu została zaprojektowana przez Christophe'a Dessaigne'a, artystę, którego Arjen znalazł poprzez portal Flickr. Kilka miesięcy przed ukazaniem się albumu Arjen na swojej stronie internetowej poprosił o krótkie wiadomości wypowiedziane w ojczystym języku, przesłane wraz z angielskim tłumaczeniem. Wiadomości nie były ograniczone tematycznie. Na tym albumie wykorzystano część z nich. W utworze Twisted Coil można usłyszeć wiadomość po polsku: Nasze życie ma znaczenie tylko wtedy, gdy kochamy. Nieważne – kogo, nieważne – co

## Lista utworów
1. "Twisted Coil" (11:43)
2. "Leland Street" (8:03)
3. "Green and Cream" (10:32)
4. "Season of Denial" (10:22)
5. "Over" (6:11)
6. "Perfection?" (10:46)

### DVD (limitowane i specjalne edycje)
Utwory
1. "The Stranger Song" (L. Cohen) – śpiewa Jasper (4:53)
2. "Michelangelo" (J. Campbell) – śpiewa Arjen (3:23)
3. "Fan Messages" (8:14)
4. "Perfection?" – główny wokal: Arjen (9:37)
5. "Twisted Coil – radio edit" (4:17)
6. "Pull me out of the Dark – radio edit (Green and Cream)" (3:36)
7. "Over – radio edit" (3:56)

Wideo
1. Trailer "On this Perfect Day" (4:33)
2. Making of the Trailer (3:44)
3. Interview with Guilt Machine (40:03)

## Twórcy
- Arjen Anthony Lucassen – wokal wspierający, różne instrumenty
- Jasper Steverlinck (Arid) – główny wokal
- Chris Maitland (ex Porcupine Tree) – perkusja
- Lori Linstruth (ex-Stream of Passion) – gitara prowadząca